# Hráč proti hráči
Hráč proti hráči, též PvP (z anglického Player versus player), je typ boje v hrách více hráčů, ve kterém hráči bojují primárně proti sobě, nikoliv proti počítači.
Běžně se používá v MMORPG hrách jako Guild Wars, Metin2, Diablo II, World of Warcraft, Kabal Online, Lineage, Minecraft nebo Ultima Online. Pro takové typy boje jsou například používány tzv. arény, ve kterých je možné hrát v různých počtech, od 1vs1 po  např. až 5vs5.